# Hwozd
Hwozd (ukr. Гвізд) – wieś na Ukrainie, w obwodzie iwanofrankiwskim, w rejonie nadwórniańskim.

## Historia
Była tu warzelnia soli, zamknięta w 1798 r. W 1882 r. właścicielem większej części wsi był Włodzimierz Wilczyński. Pod koniec XIX w. we wsi była grupa domów o nazwie Mielnik.